# Копейкин, Игорь Валентинович
Игорь Валентинович Копе́йкин (8 июля 1920, Аксёново, Уфимская губерния — 7 декабря 2002, Москва) — начальник связи эскадрильи — воздушный стрелок-радист 35-го гвардейского бомбардировочного авиационного полка 5-й гвардейской бомбардировочной авиационной дивизии 1-го гвардейского бомбардировочного авиационного корпуса 26 декабря 1944 года переименован в 5-й гвардейский бомбардировочный авиационный корпус 3-й воздушной армии 1-го Прибалтийского фронта, Герой Советского Союза. Полковник в отставке.

## Биография
Копейкин Игорь Валентинович родился 8 июля 1920 года в пос. Аксеново (ныне — Альшеевского района Башкирии) в крестьянской семье.
Русский. Член ВКП(б)/КПСС с 1943 года. Получил среднее образование.
В Красную Армию призван в 1939 году Белебеевским райвоенкоматом Башкирской АССР. Участник Великой Отечественной войны с июня 1941 года.
Воевал на Западном, Сталинградском, Донском, Северо-Кавказском, 3-м Белорусском, 1-м Прибалтийском фронтах. Совершил 180 боевых вылетов, из них 48 вылетов произвёл флагманским стрелком-радистом с командиром эскадрильи.
Копейкин Игорь Валентинович подбил два Mе-109, в групповом воздушном бою сбил 8 истребителей противника. В 1941—1942 годах в боях за города Смоленск, Великие Луки, Ржев, Калинин и Сталинград производил до 6 вылетов в сутки, в составе колонны 35 гвардейского БАСП. Участвовал в бомбардировании аэродрома Докудово, где в результате успешного бомбардировочного удара было уничтожено 23 самолёта.
В 1946 году И. В. Копейкин был демобилизован. В 1951 году он окончил Московский институт инженеров железнодорожного транспорта.
С 1952 года работал в органах госбезопасности СССР. С 1983 года полковник Копейкин И. В. — в отставке.
Жил в городе-герое Москве. Умер 7 декабря 2002 года. Похоронен в Москве на Троекуровском кладбище (участок 9а).

## Подвиг
«Начальник связи эскадрильи — воздушный стрелок-радист 35-го гвардейского бомбардировочного авиаполка (5-я гвардейская бомбардировочная авиадивизия, 1-й гвардейский бомбардировочный авиакорпус, 3-я воздушная армия, 1-й Прибалтийский фронт) гвардии старшина Игорь Копейкин к октябрю 1944 года совершил 180 боевых вылетов, более пятидесяти раз участвовал в воздушных боях, лично сбил два и в группе восемь самолётов противника».
Указом Президиума Верховного Совета СССР от 23 февраля 1945 года за образцовое выполнение заданий командования и проявленные мужество и героизм в боях с немецко-фашистскими захватчиками гвардии старшине Копейкину Игорю Валентиновичу присвоено звание Героя Советского Союза с вручением ордена Ленина и медали «Золотая Звезда» (№ 5337).

## Награды
- Медаль «Золотая Звезда» (23.02.1945)[1].
- Орден Ленина (23.02.1945).
- Орден Красного Знамени (05.09.1943)[5].
- Орден Отечественной войны 1-й степени.
- Орден Трудового Красного Знамени.
- Орден Красной Звезды (06.11.1941)[6].
- Орден Красной Звезды (17.01.1943)[7].
- Медаль «За оборону Москвы» (1944).
- Медаль «За оборону Сталинграда» (1942).
- Медаль «За оборону Кавказа» (?)[8]
- Медаль «За взятие Кёнигсберга» (?)